# Фортен, Жан
Жан Фортен (род. 1985) — сильнейший сёгист Франции, пятикратный чемпион Европы по сёги. Представитель Парижской ассоциации сёги 
4 дан ФЕСА, 5 дан NSR. На январь 2022 года занимает 8-ю позицию в европейском ФЕСА-листе.
Фортен — единственный сёгист, побеждавший в чемпионате Европы по сёги дважды (и даже трижды) подряд. По общему числу побед в чемпионате Европы делит первое место с голландцем Арендом ван Оостеном.
Играть в сёги начал в 2008 году, узнав о них из манги Hikaru no Go.
Помимо сёги, Жан играет в шахматы и го (1 дан EGF); увлекается музыкой, играет на гитаре.
Доктор философии по информатике, помощник команды разработчиков сёги-сайта 81dojo.com.

## Достижения

### Французские турниры
- 2009, 2012: Чемпион Paris Open.
- 2012—2013, 2016, 2018: Чемпион Франции по сёги.
- 2012, 2014: Чемпион турнира «Мэйдзин Франции».
- 2014, 2016: Чемпион Colmar Shogi Open

### Международные турниры
- 2009—2011: Чемпион Европы по сёги.
- 2011: Чемпион 5-го Международного форума сёги.
- 2011: II место на 3-м открытом турнире по сёги в Кракове.
- 2013: III место в блиц-турнире чемпионата Европы по сёги.
- 2014: III место в чемпионате Европы по сёги.
- 2014: Серебряный призёр 6-го Международного форума сёги.
- 2015—2016: Чемпион Европы по сёги.
- 2017: II место в Открытом чемпионате Германии по сёги во Франкфурте[5].

## Разряды в сёги
- 2008: 3 кю ФЕСА
- 2009: 1 кю
- 2010: 2 дан
- 2012: 3 дан ФЕСА, 5 дан NSR
- 2014: 4 дан ФЕСА[5]